# Antón (Panama)
Pour les articles homonymes, voir Antón.
Antón est un corregimiento situé dans la province de Coclé, district d'Antón, au Panama.